# Legazione di Ferrara (1598-1796)

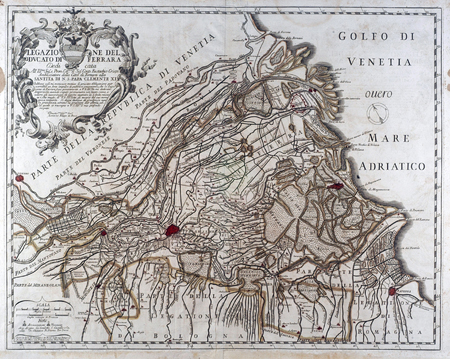
Mappa storica della Legazione.

La legazione di Ferrara fu una suddivisione amministrativa dello Stato Pontificio, istituita nel 1598 da papa Clemente VIII, in seguito alla devoluzione del Ducato di Ferrara allo Stato della Chiesa.

## Premessa storica
Il 3 maggio 1567 papa Pio V pubblicò la bolla pontificia Prohibitio alienandi et infeudandi civitates et loca Sanctae Romanae Ecclesiae. Tale bolla richiamò ufficialmente il ducato sulle condizioni che sarebbero venute a mancare, in caso di assenza di eredi legittimi, al permanere degli estensi al potere.

## Devoluzione di Ferrara
Alfonso II d'Este tentò di avere eredi legittimi tuttavia, malgrado i suoi tre matrimoni, questo non gli fu possibile. Designò alla sua successione il cugino Cesare (figlio di Alfonso, fratello del padre Ercole II d'Este), ma l'atto fu riconosciuto solo dall'Impero, non dalla Chiesa, in quanto lo zio Alfonso era figlio naturale del predecessore duca Alfonso I d'Este e di Laura Dianti.
Poco dopo la morte del duca Alfonso II quindi papa Clemente VIII, nel 1598, si riappropriò della città e del suo territorio, antico feudo papale, riportandolo sotto la diretta giurisdizione dello Stato Pontificio con un passaggio di potere noto come devoluzione di Ferrara. Tra i primi atti che interessarono la città vi fu la nomina da parte del Papa del generale Flaminio Delfini a governatore militare della città. Da parte loro, gli Estensi trasferirono la loro corte a Modena, e questa sino al 1859 rimase la capitale del ducato estense.

## Fine della Legazione di Ferrara

### Parentesi napoleonica
Nel 1796 l'armata di Napoleone Bonaparte invase lo Stato Pontificio. Il 22 giugno cadde Bologna e nel dicembre dello stesso anno la Legazione di Ferrara entrò a far parte della costituenda Repubblica Cispadana. In seguito, il 29 giugno 1797 divenne parte integrante della Repubblica Cisalpina e questo sancì la fine della Legazione di Ferrara.

### Ritorno dello Stato pontificio e inizio dell'occupazione austriaca

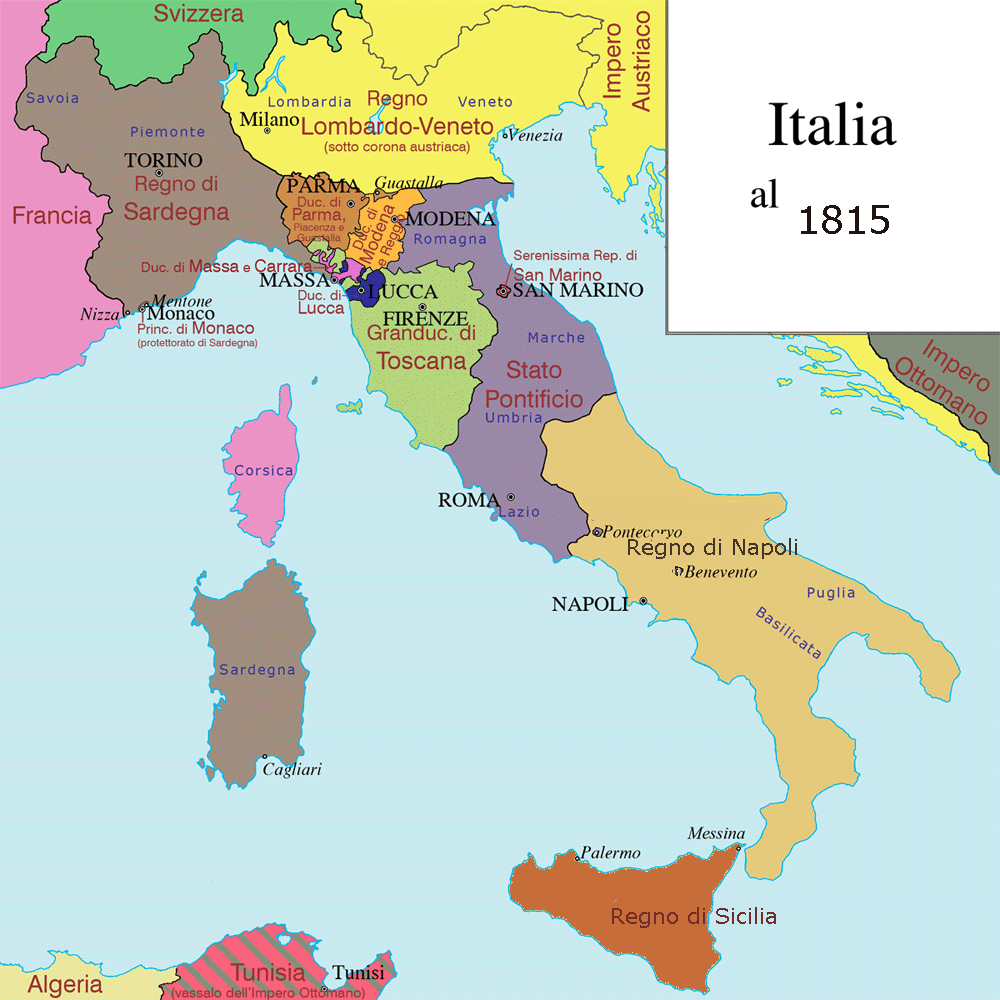
Italia politica nel 1815

Dopo la caduta del Regno d'Italia napoleonico, il territorio di Ferrara fu restituito alla Santa Sede e il 13 giugno 1815 venne ripristinata la Legazione. Questo ritorno tuttavia non avvenne nelle condizioni della riprese del potere papale su una regione che era feudo papale e sulla quale gli estensi avevano avuto il governo solo in nome del Papa, ma vide l'arrivo dell'esercito austriaco e l'occupazione di fatto da parte di una potenza straniera ancor prima che si concludesse il Congresso di Vienna.
Durante la Prima guerra d'indipendenza italiana gli austriaci invasero la città di Ferrara ed altre zone controllate dal papato.

## Conseguenze della devoluzione e della partenza degli estensi
Negli anni immediatamente successivi al 1598 e sino al 1860 si ebbero vari effetti politici, economici e culturali sulla città:
- Ferrara, dopo la morte di Alfonso II d'Este ed il passaggio sotto la diretta giurisdizione del Papa perse il ruolo di capitale estense ed assunse quello di una città periferica dello Stato Pontificio, iniziando una lunga fase di decadenza.
- Cesare d'Este spostò la corte degli Estensi a Modena e trasferì in quella città gli archivi, molte opere d'arte ed artiglierie leggere, oltre ad altro di proprietà del ducato.[5]
- Lo stato pontificio, assunto il pieno potere sulla città, vi fece costruire nel 1612 una cittadella fortificata distruggendo parte delle antiche mura e facendo sparire la delizia estense di Belvedere che sorgeva su un'isola nell'alveo del vecchio Po.[6][7]
- Dopo secoli di piena accoglienza da parte degli Estensi gli ebrei, a Ferrara, a partire dal 1627, furono costretti a trasferirsi in un ghetto.
- La spogliazione sistematica di preziosissime opere artistiche. Tale scempio iniziò con i capolavori trafugati dal Papa e continuò poi coi francesi durante la loro dominazione. In tal modo opere di valore incalcolabile vennero disperse nei musei di molte parti del mondo.[8][9]

## Estensione

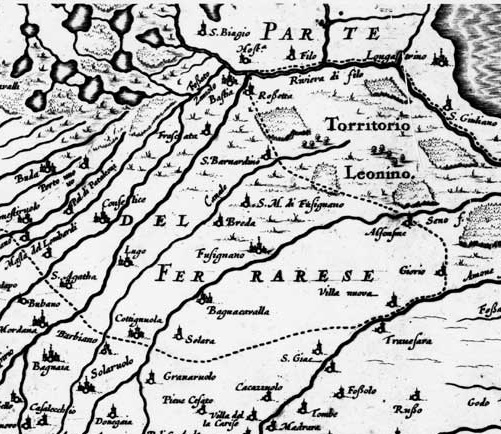
Il territorio romagnolo inserito nella Legazione di Ferrara.

Nella sua conformazione definitiva, la Legazione confinava a nord con la Repubblica di Venezia, a est con il Mare Adriatico, a sud con la Legazione di Romagna, a ovest con la Legazione apostolica di Bologna e il Ducato di Modena e Reggio.
Facevano parte della Legazione anche sette comuni romagnoli. Il territorio da essi formato prese il nome di Romagna estense:
- Lugo,
- Bagnacavallo,
- Cotignola,
- Sant'Agata sul Santerno,
- Massa Lombarda,
- Conselice,
- Fusignano (il cui territorio comprendeva il centro abitato di Alfonsine).

## I cardinali legati
L'instaurarsi del dominio papale a Ferrara decretò la fine della magnifica città che era stata nel rinascimento e la debole presenza dei Legati papali, rappresentanti dei diciannove Papi che in quel periodo si succedettero a Roma, non fece che decretare la fine di quello splendore. Ferrara si impoverì artisticamente e rimasero solo i palazzi a testimoniare la perduta potenza e grandezza. Anche sul piano economico la sopravvivenza era garantita solo dalla rendita terriera, ma nel complesso la città si ridusse a una squallida e piccola città circondata da paludi.

### Cronotassi dei cardinali legati
| Cronotassi dei Legati di Ferrara | Cronotassi dei Legati di Ferrara | Cronotassi dei Legati di Ferrara | Cronotassi dei Legati di Ferrara  |
| Nome                             | Data inizio                      | Data termine                     | Note                              |
| -------------------------------- | -------------------------------- | -------------------------------- | --------------------------------- |
| Pietro Aldobrandini              | 29 gennaio 1598                  | 30 settembre 1605                | Legato perpetuo                   |
| Giovanni Francesco Aldobrandini  | 1598                             | 20 luglio 1605                   | Co-legato                         |
| Orazio Spinola                   | 25 settembre 1606                | 17 dicembre 1615                 |                                   |
| Giacomo Serra                    | 16 settembre 1615                | 19 agosto 1623                   |                                   |
| Francesco Cennini de' Salamandri | 12 novembre 1623                 | 5 aprile 1627                    |                                   |
| Giulio Cesare Sacchetti          | 8 marzo 1627                     | maggio 1630                      |                                   |
| Antonio Barberini                | maggio 1630                      | 1631                             | Legato a latere                   |
| Giulio Cesare Sacchetti          | maggio 1630                      | 10 luglio 1631                   | Co-legato                         |
| Giovanni Battista M. Pallotta    | 1º luglio 1631                   | 21 maggio 1634                   |                                   |
| Stefano Durazzo                  | 2 maggio 1634                    | 22 ottobre 1637                  |                                   |
| Ciriaco Rocci                    | 19 novembre 1637                 | 10 novembre 1640                 |                                   |
| Marzio Ginetti                   | 19 novembre 1640                 | 30 novembre 1642                 |                                   |
| Antonio Barberini                | 24 novembre 1642                 | 1644                             | (seconda volta)                   |
| Luigi Capponi                    | 1642                             |                                  |                                   |
| Giovanni Stefano Donghi          | 17 luglio 1644                   | 6 novembre 1648                  |                                   |
| Benedetto Odescalchi             | 15 maggio 1648                   | 21 ottobre 1651                  | Eletto papa Innocenzo XI nel 1676 |
| Alderano Cybo                    | 1651                             | 7 novembre 1654                  |                                   |
| Giovanni Battista Spada          | 22 giugno 1654                   | 6 giugno 1657                    |                                   |
| Lorenzo Imperiali                | 23 aprile 1657                   | 27 maggio 1660                   |                                   |
| Giacomo Franzoni                 | 5 maggio 1660                    | 29 maggio 1664                   |                                   |
| Girolamo Buonvisi                | 4 aprile 1664                    | 7 maggio 1667                    |                                   |
| Neri Corsini                     | 10 maggio 1667                   | 7 maggio 1670                    |                                   |
| Nicolò Acciaioli                 | 19 maggio 1670                   | 27 maggio 1673                   |                                   |
| Sigismondo Chigi                 | 17 aprile 1673                   | 10 maggio 1676                   |                                   |
| Galeazzo Marescotti              | 5 marzo 1676                     | 18 maggio 1680                   |                                   |
| Nicolò Acciaioli                 | 29 aprile 1680                   | 1º settembre 1689                | (seconda volta)                   |
| Giuseppe Renato Imperiali        | 10 aprile 1690                   | 17 novembre 1696                 |                                   |
| Ferdinando d'Adda                | 24 settembre 1696                | 15 dicembre 1698                 |                                   |
| Fulvio Astalli                   | 24 novembre 1698                 | 18 dicembre 1707                 |                                   |
| Lorenzo Casoni                   | 7 novembre 1707                  | 1º dicembre 1709                 |                                   |
| Lorenzo Corsini                  | 9 settembre 1709                 |                                  | Eletto Papa Clemente XII nel 1730 |
| Tommaso Ruffo                    | 19 febbraio 1710                 | 20 giugno 1714                   |                                   |
| Giulio Piazza                    | 28 maggio 1714                   | 25 maggio 1718                   |                                   |
| Giambattista Patrizi             | 10 gennaio 1718                  | 31 luglio 1727                   |                                   |
| Tommaso Ruffo                    | 6 agosto 1727                    | ottobre 1730                     | (seconda volta)                   |
| Alessandro Aldobrandini          | 31 ottobre 1730                  | 14 agosto 1734                   |                                   |
| Agapito Mosca                    | 30 agosto 1734                   | settembre 1740                   |                                   |
| Raniero d'Elci                   | 16 settembre 1740                | 30 gennaio 1744                  |                                   |
| Marcello Crescenzi               | 23 settembre 1743                | 28 agosto 1746                   |                                   |
| Camillo Paolucci                 | 19 settembre 1746                | 17 dicembre 1750                 |                                   |
| Giovanni Battista Barni          | 22 luglio 1750                   | 21 gennaio 1754                  |                                   |
| Giovanni Francesco Banchieri     | 11 febbraio 1754                 | ottobre 1761                     |                                   |
| Marcello Crescenzi               | 13 luglio 1761                   |                                  |                                   |
| Niccolò Serra                    | 1º dicembre 1766                 | 14 dicembre 1767                 |                                   |
| Girolamo Spinola                 | 25 gennaio 1768                  |                                  |                                   |
| Scipione Borghese                | 16 dicembre 1771                 | 5 aprile 1778                    |                                   |
| Francesco Carafa di Traetto      | 1º giugno 1778                   | 7 novembre 1786                  |                                   |
| Fernando Spinelli                | 24 luglio 1786                   | 29 maggio 1795                   |                                   |
| Francesco Maria Pignatelli       | 1º giugno 1795                   | 23 giugno 1796                   | Armistizio di Bologna             |

### Vice legati
Tra queste personalità che svolsero un ruolo amministrativo, oltre a quello inerente alla funzione religiosa, si ricordano ad esempio: Filippo Spinelli, Orazio Spinola, Pier Luigi Carafa, Ciriaco Rocci, Fabio Chigi (poi papa Alessandro VII), Alfonso Litta, Vincenzo Costaguti, Lorenzo Imperiali, Domenico Maria Corsi, Sinibaldo Doria, Giorgio Spinola, Alessandro Aldobrandini, Benedetto Erba Odescalchi, Giovanni Battista Visconti, Fabrizio Serbelloni, Simone Bonaccorsi e Pietro Vidoni.